# Otium cum dignitate
Otium cum dignitate (rust in waardigheid),  vooral gebruikt in de betekenis van "genieten van het pensioen", is een Latijnse uitdrukking.
In de vroege Romeinse Republiek was het otium, de rust een pejoratief, een negatief begrip. Het werd afgekeurd omdat iedere Romein, met name een patriciër, geacht werd te werken en zich in te zetten voor de Romeinse staat. Het tegengestelde was het begrip "negotium" wat "handelen", in een bredere betekenis dan zaken doen, betekende.
Onder invloed van het veranderend denken over zaken als teruggetrokken leven, introspectie en paupertas door de epicuristen werd het ooit zo negatief beladen "otium" een Latijns synoniem voor het Griekse begrip "ataraxia".
Zo ging het begrip "Otium cum dignitate" in de eerste eeuw voor Christus "rusten zonder verlies van waardigheid" betekenen.
Politieke invloed of "auctoritas", voor zover behouden na het neerleggen van het werk was in de Romeinse Oudheid verbonden aan het onderhouden van cliënten, moreel gezag of "dignitas" en familierelaties.
De term wordt tegenwoordig meestal gebruikt in de academische kringen, met name voor het emeritaat van een hoogleraar.